# Natasha Aguilar
Natasha Aguilar Komisarova (2 de juny de 1970-1 de gener de 2016) va ser una nedadora costa-riquenya.
Va iniciar la seva carrera esportiva en el Tennis Club i va aconseguir la seva gesta amb el Club Cariari. Aguilar Komisarova va ser medallista de plata i bronze en Jocs Panamericans d'Indianapolis en 1987 en els relleus 4 per 200 i 4 per 100 estil lliure així com atleta en els Jocs Olímpics de Seül en 1988.
Va morir l'1 de gener de 2016 als 45 anys.